# Головне (Леб'яжівський округ)
Голо́вне (рос. Головное) — село у складі Леб'яжівського округу Курганської області, Росія.
Населення — 338 осіб (2010, 457 у 2002).